# Bílý Kámen
Bílý Kámen (deutsch Weißenstein) ist eine Gemeinde in Tschechien. Sie liegt sieben Kilometer nordwestlich von Jihlava und gehört zum Okres Jihlava.

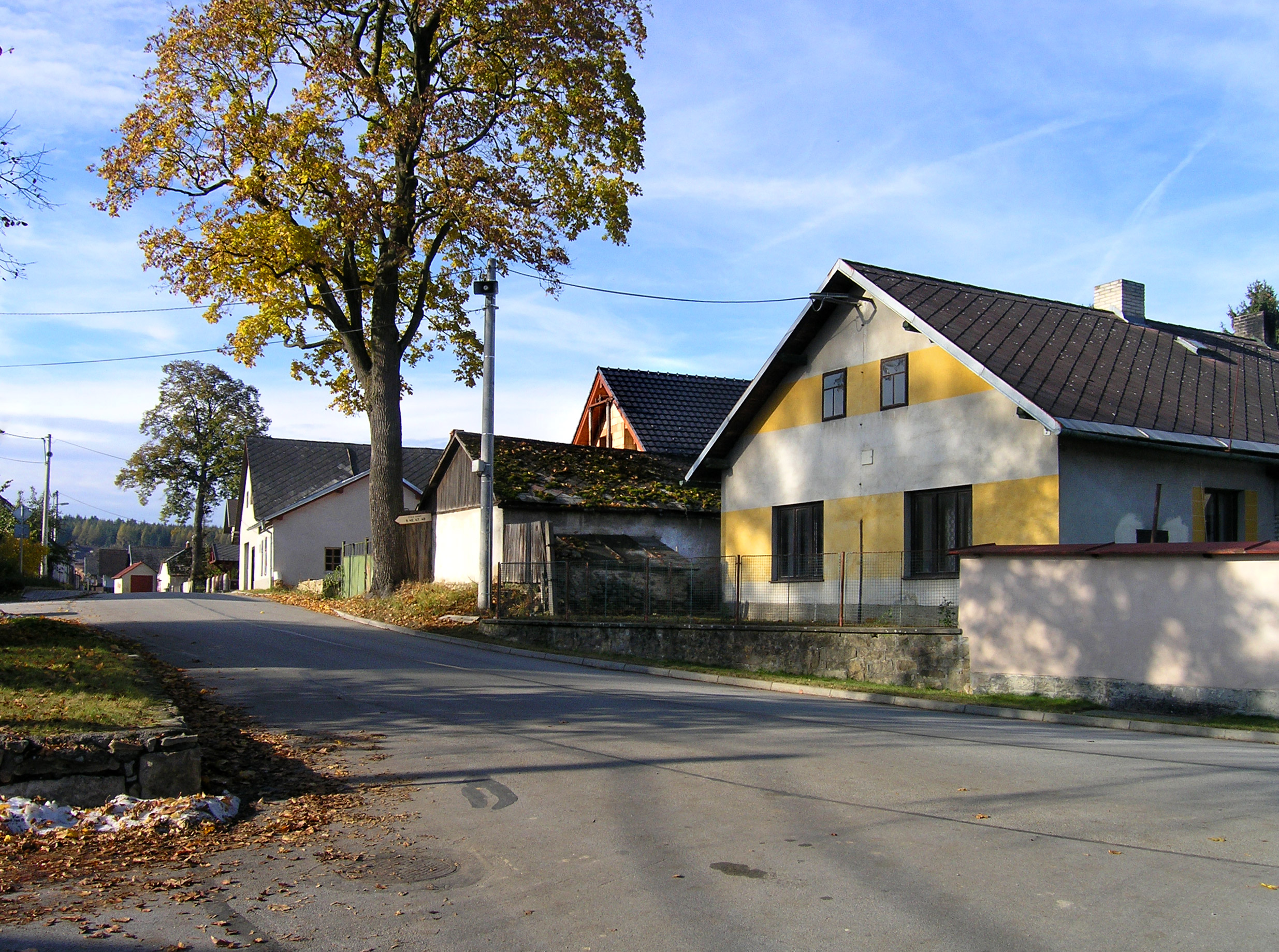
Bílý Kámen

## Geographie
Bílý Kámen befindet sich in der Böhmisch-Mährischen Höhe am Bělokamenský potok. Nördlich erhebt sich der 683 m hohe Roháč.
Nachbarorte sind Větrný Jeníkov im Norden, Vilémovské Chaloupky und Smrčná im Nordosten, Zborná im Osten, Hybrálec und Plandry im Südosten, Vyskytná nad Jihlavou im Süden, Ježená im Südwesten, Jiřín und Hlávkov im Westen sowie Šimanov im Nordwesten.

## Geschichte
Die erste urkundliche Erwähnung des zwischen Iglau und Gumpolds am alten Gumpoldser Steig gelegenen Albo Lapido stammt aus dem Jahre 1359. Der dem Kloster Želiv gehörige Ort war eines der bedeutendsten Silberbergbaugebiete bei Iglau. Auf einer Länge von 225 m befanden sich auf dem Erzgang 27 Silberbergwerke, die im Tagebau aus einer Teufe von maximal fünf Metern förderten. Letztmals sind in den Iglauer Stadtbüchern von 1503 und 1505 Nachrichten über eine Ausbeute zu finden. Nach der Erschöpfung der Lagerstätte verließen die Bergleute den Ort und der Wald holte ihn sich zurück. Im Urbar der Trčka von Lípa aus dem Jahre 1554 wurde Weissensteyn als wüst genannt. 1596 erwarb die Stadt Iglau die Fluren von Weißenstein.
1712 ließ die Stadt etwa 400 m südlich vom ursprünglichen Standort zwei große Teiche und einen Hof mit Speicher errichten. 1778 wurde der Hof Weißenstein aufgelassen und die Liegenschaft an die Untertanen verteilt.
Bis ins 20. Jahrhundert gehörte Bílý Kámen zu Hlávkov, das heute in Vyskytná nad Jihlavou eingemeindet ist. Heute betreibt das Unternehmen Českomoravský štěrk, a.s. nordöstlich des Dorfes einen großen Granitsteinbruch.

## Gemeindegliederung
Für die Gemeinde Bílý Kámen sind keine Ortsteile ausgewiesen.

## Sehenswürdigkeiten

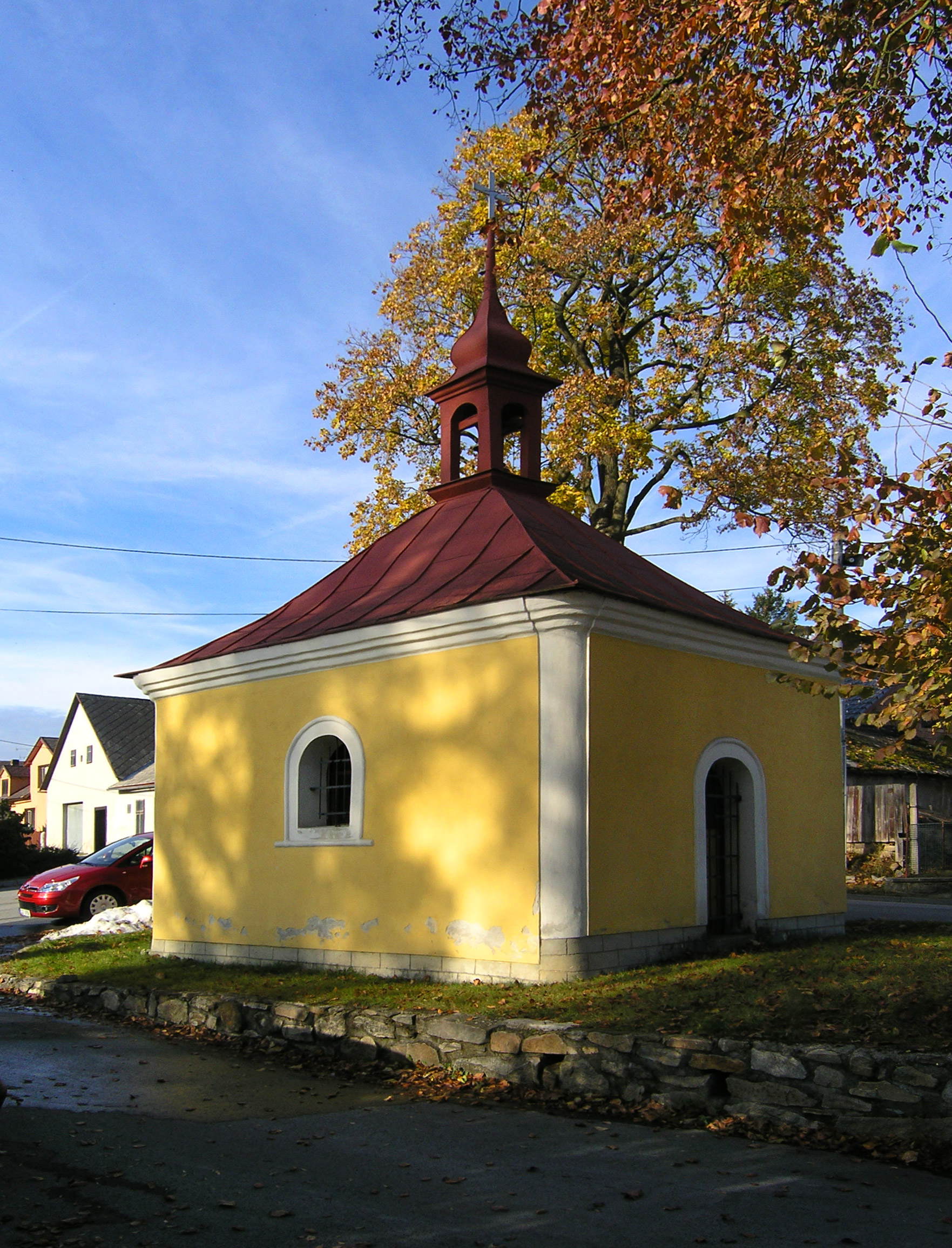
Kapelle in Bílý Kámen

- Barocke Kapelle St. Peter und Paul, erbaut zum Ende des 18. Jahrhunderts
- Bergbaulehrpfad am Pingenzug